# Cylindropuntia ciribe
Cylindropuntia ciribe es una especie de planta suculenta perteneciente al género Cylindropuntia, dentro de la familia Cactaceae. Es endémica del noroeste de México (concretamente del estado mexicano de Baja California).

## Descripción
Cylindropuntia ciribe es una especie de cactus que crece como un arbusto bajo o pequeño árbol densamente ramificado de hasta 1 m de altura. Generalmente presentan un tronco erecto y solitario que se oscurece con la edad.
Los tallos son articulados y están formados por segmentos que se desprenden con facilidad. Cada uno de ellos mide de 4 a 18 cm de largo, de 1 a 2 cm de diámetro y tienen la epidermis de color verde a verde grisáceo. Tienen forma cilíndrica y presentan tubérculos ovalados.

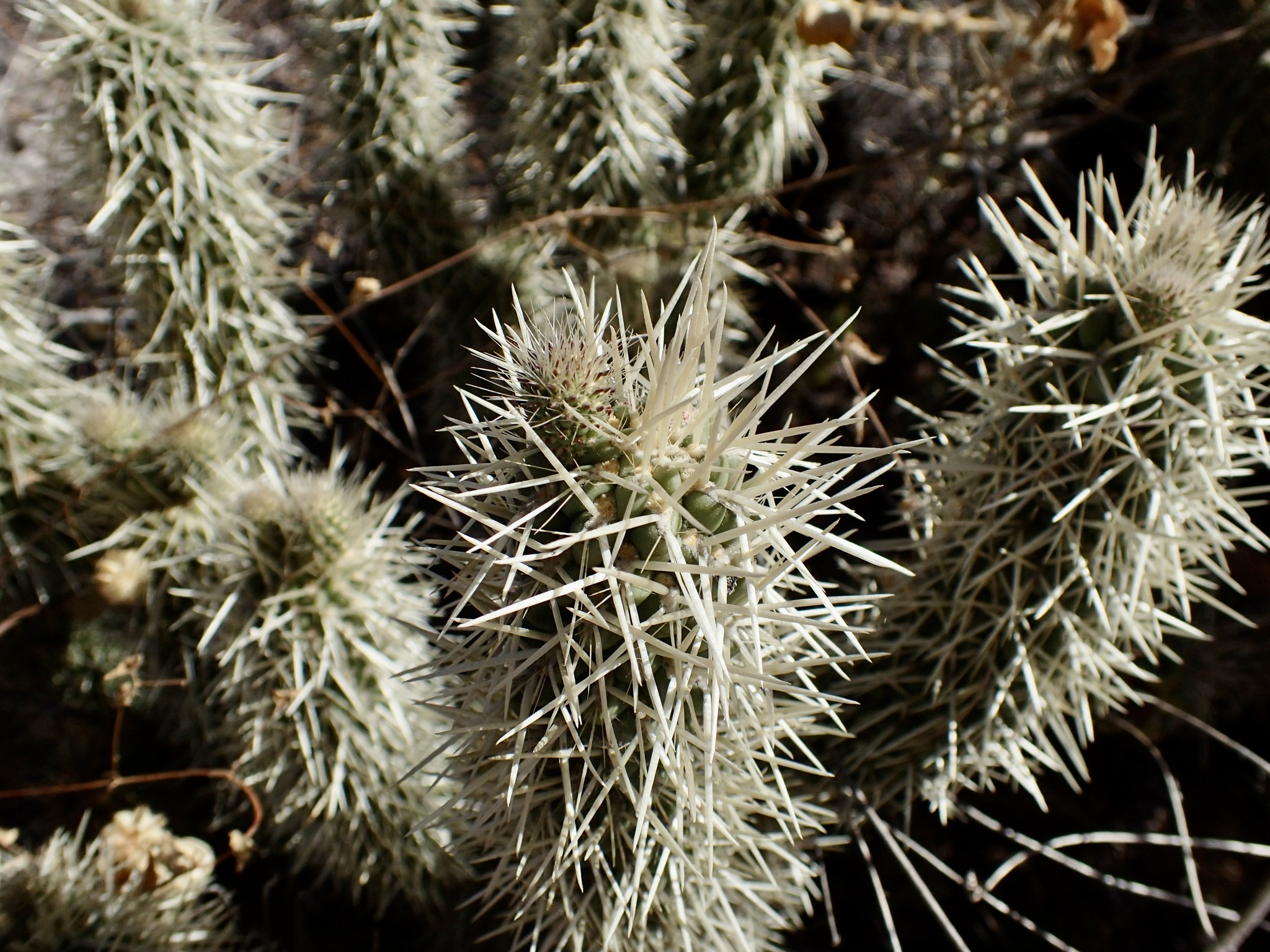
Detalle de las espinas

Sobre los tallos se asientan areolas cubiertas de lana de color blanco-amarillenta a marrón que se vuelve grisácea con a edad. También presentan gloquidios y de 6 a 10 espinas cubiertas por una vaina epidérmica que parece de papel. Tienen forma de aguja, son plateadas y miden hasta 2,5 cm de largo.
Las flores son de color verde amarillento, se abren durante el día (diurnas) y son polinizadas por abejas. Miden de 4,8 a 5,8 cm de diámetro y de 2,3 a 4,5 cm de largo.
El fruto es carnoso y de color verde a amarillo. Mide de 3,2 a 3,6 cm de largo y hasta 2 cm de diámetro. Es más o menos espinoso y en su interior contiene semillas de color pardo claro.

### Especies similares
Esta especie es muy parecida a Cylindropuntia bigelovii, por lo que durante un tiempo se consideró una subespecie de ésta.

## Distribución y hábitat

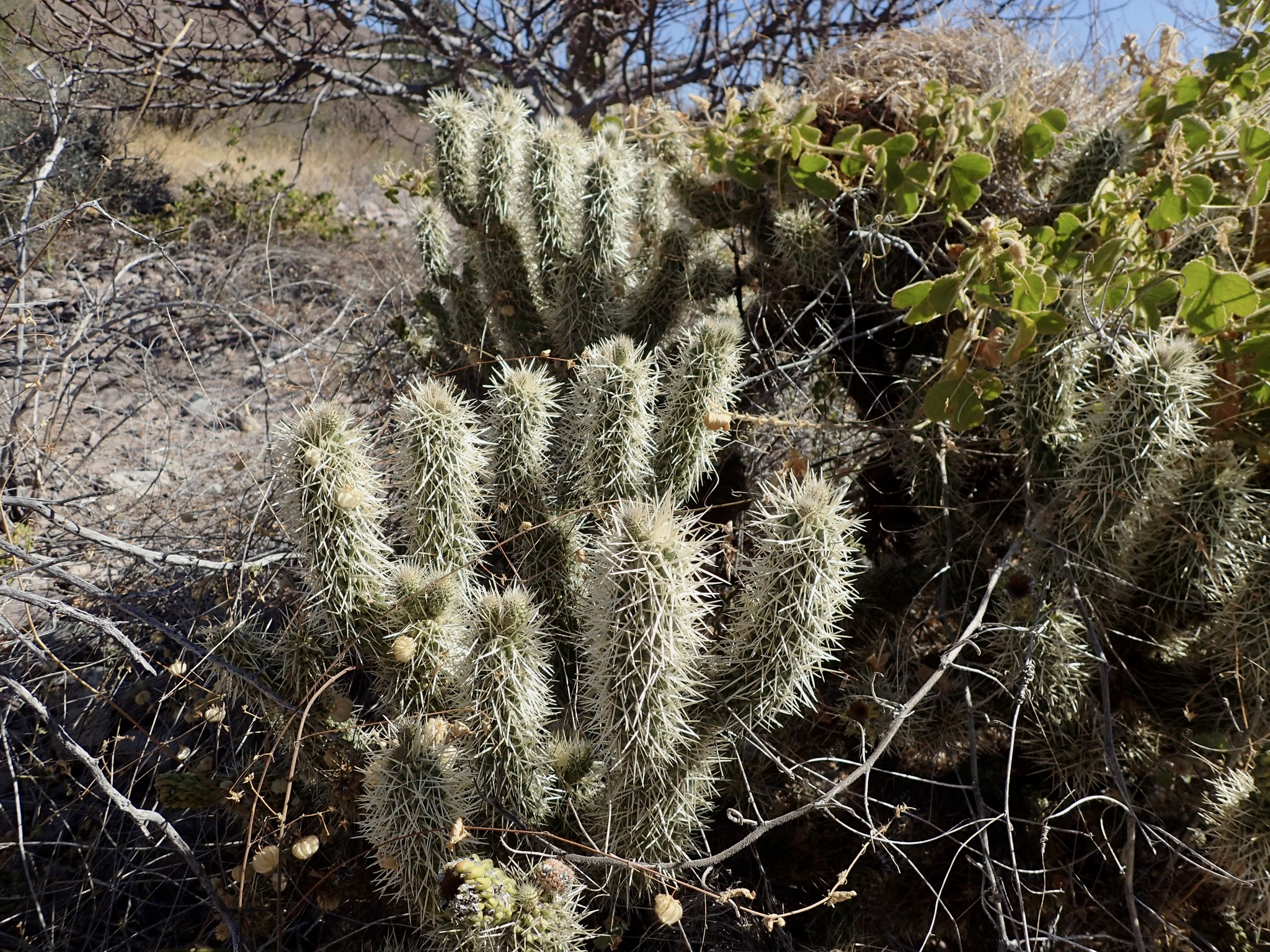
En su hábitat

El área de distribución nativa de esta especie es el noroeste de México (concretamente en el estado mexicano de Baja California) y crece principalmente en biomas desérticos o de matorral seco.

## Taxonomía
La primera descripción de esta especie fue como Opuntia ciribe, publicada en 1896 por los botánicos George Engelmann y John Merle Coulter en la revista científica Contributions from the United States National Herbarium 3: 445.
Posteriormente, el botánico danés Frederik Marcus Knuth colocó la especie en el género Cylindropuntia, pasando a llamarse Cylindropuntia ciribe y anotando estos cambios en el libro Den Nye kaktusbog: 131 en el año 1930.
Etimología
- Cylindropuntia: nombre genérico formado por dos palabras: el sustantivo griego kýlindros (que significa 'cilindro') y el género Opuntia, (con el que el género tiene similitudes), haciendo referencia a la forma cilíndrica de los tallos de las plantas.[5]
- ciribe: epíteto específico que deriva del nombre común de la especie.[6]

## Usos
Se cultiva principalmente como planta ornamental y su propagación se realiza principalmente a través de esquejes.